# Меретский сельсовет
Меретский сельсовет — сельское поселение в Сузунском районе Новосибирской области Российской Федерации.
Административный центр — село Мереть.

## История
Статус и границы сельского поселения установлены Законом Новосибирской области от 2 июня 2004 года № 200-ОЗ «О статусе и границах муниципальных образований Новосибирской области»

## Население
| 2002  | 2010  | 2012  | 2013  | 2014  | 2015  | 2016  |
| ----- | ----- | ----- | ----- | ----- | ----- | ----- |
| 1209  | ↘1022 | ↘1015 | ↗1016 | ↗1039 | ↘1003 | ↗1004 |
| 2017  | 2018  | 2019  | 2020  | 2021  |       |       |
| ↗1028 | ↘1016 | ↘990  | ↘986  | ↘977  |       |       |

## Состав сельского поселения
| № | Населённый пункт | Тип населённого пункта       | Население |
| - | ---------------- | ---------------------------- | --------- |
| 1 | Кротово          | деревня                      | ↘6        |
| 2 | Лесниковский     | посёлок                      | ↘322      |
| 3 | Мереть           | село, административный центр | ↘694      |

## Археология
К юго-востоку от Кротово найдено поселение племён, культура которых в честь находящегося рядом села получила название кротовской. Кротовская культура относится к середине II тысячелетия до н. э., когда на территории Западной Сибири начался бронзовый век. Кротовцы занимались скотоводством, охотой и рыболовством. На территории поселения найдены каменные орудия и бронзовые инструменты.